# Altona North
Altona North (engelska: North Altona) är en del av en befolkad plats i Australien. Den ligger i kommunen Hobsons Bay och delstaten Victoria, omkring 10 kilometer väster om delstatshuvudstaden Melbourne. Antalet invånare är 10 886.
Runt Altona North är det mycket tätbefolkat, med 1 361 invånare per kvadratkilometer.. Närmaste större samhälle är Melbourne, omkring 10 kilometer öster om Altona North. 
Runt Altona North är det i huvudsak tätbebyggt. Genomsnittlig årsnederbörd är 971 millimeter. Den regnigaste månaden är juni, med i genomsnitt 115 mm nederbörd, och den torraste är januari, med 34 mm nederbörd.